# Vida sin risas
Vida sin risas es una película española de drama de 1959, estrenada el 12 de septiembre de 1960, dirigida por Rafael J. Salvia y protagonizada por Arturo Fernández, Concha Velasco, José Isbert, Fernando Rey, Tony Leblanc y Marisa Prado, entre otros.
Se trata de una adaptación de la novela El último concierto escrita por Francisco Abad Ojuel.

## Sinopsis
La película narra la historia de Carlos Javier, un niño prodigio de seis años de edad que, en una noche de suerte, conoce a Sara, quien después de presenciar el concierto de piano que el joven acaba de interpretar, decide ayudarle para lanzar su carrera como artista.

## Reparto
- Arturo Fernández
- José Isbert
- Tony Leblanc
- Katia Loritz
- Marisa Prado
- Fernando Rey
- Ángel Ter
- Concha Velasco
- José Antonio Álvarez Parejo (como Carlos Javier)